# Relaciones Argentina-Uruguay

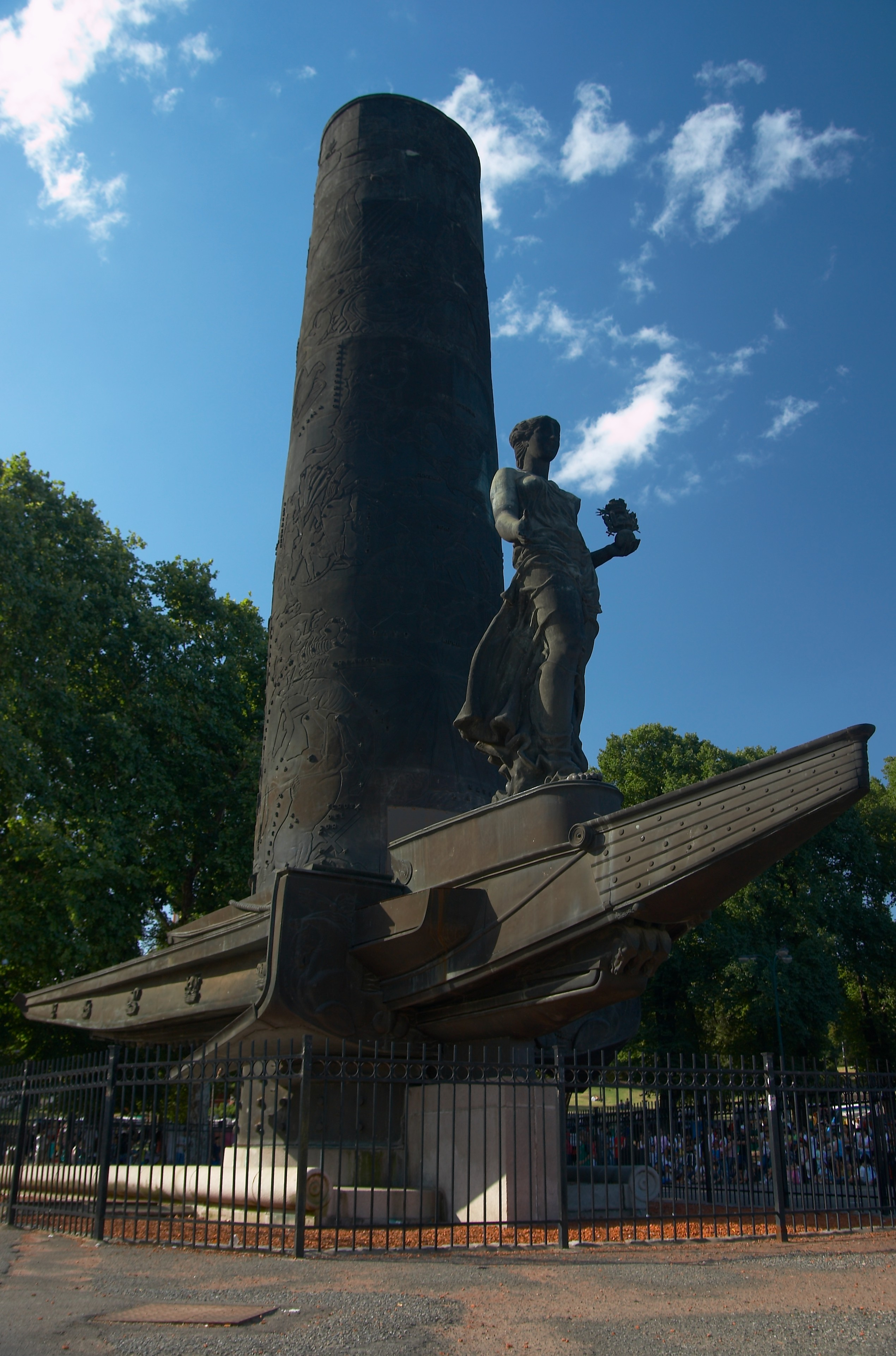
Monumento a la cordialidad argentino-uruguaya, obsequiado en 1936 por Uruguay a la Argentina al celebrarse los 400 años de la primera fundación de Buenos Aires. El bronce del conjunto se obtuvo del desguace de un viejo crucero y del fundido de monedas de 10 centavos donadas por escuelas de Montevideo.

Las relaciones Argentina–Uruguay son las relaciones exteriores entre la República Argentina y la República Oriental del Uruguay. Ambos países eran parte del Imperio español hasta el siglo XIX, y comparten una frontera internacional.

## Historia
Inicialmente, ambos estados modernos de Argentina y Uruguay formaban parte del Virreinato del Río de la Plata. Buenos Aires era por entonces la capital. Durante este período, tanto Buenos Aires como Montevideo se enfrentaron a dos invasiones británicas del Río de la Plata. En la primera, los ingleses invadieron con éxito Buenos Aires, siendo derrotados más adelante por un ejército dirigido por Santiago de Liniers. Los británicos invadieron Montevideo la segunda vez, pero no invadieron Buenos Aires, y Buenos Aires exigió la liberación de Montevideo en la capitulación británica.
El rey español Fernando VII fue capturado durante la Guerra Peninsular y reemplazado por el francés José Bonaparte. No fue reconocido como un rey legítimo, y dejó a la monarquía española sin gobernante. Esto generó reacciones políticas en todo el Imperio español. A pesar de ser de ascendencia francesa, el virrey del Río de la Plata, Santiago de Liniers rechazó el gobierno de José y confirmó su lealtad al rey cautivo, pero Javier de Elío no confió en él y creó una Junta de Gobierno en Montevideo. Martín de Álzaga, aliado de Elío en Buenos Aires, intentó hacer lo mismo organizando un motín, pero fracasó. Elío renunció a su junta cuando Liniers fue reemplazado por un nuevo virrey, Baltasar Hidalgo de Cisneros. Sin embargo, a medida que empeoraba la situación española en la Guerra Peninsular, Buenos Aires depuso a Cisneros durante la Revolución de Mayo y creó su propia junta. Esto dio comienzo a la Guerra de la Independencia de Argentina. Montevideo fue declarada entonces la nueva capital del virreinato, y se convirtió en un bastión realista. Las otras poblaciones de la Banda Oriental, sin embargo, no se unieron a Montevideo, y dirigidos por José Gervasio Artigas, protagonizaron el llamado grito de Asencio, y sitiaron la ciudad capital hasta su derrota.
Sin embargo, Uruguay ganó su independencia después de la Guerra del Brasil, con la ayuda de Gran Bretaña. Durante la Guerra Civil uruguaya, Argentina apoyó al Gobierno del Cerrito y al Partido Nacional (Uruguay). Posteriormente, ambos países se aliaron durante la Guerra de la Triple Alianza.
Desde finales del siglo XIX, ambos países han compartido una emigración europea similar. También comparten vínculos económicos, culturales y políticos muy estrechos entre sí. Por otra parte, desde alrededor de 1960, ha habido emigración importante de Uruguay a Argentina, y hoy en día, hay alrededor de 120.000 personas nacidas en Uruguay que están afincadas en Argentina.

### Conflicto por las plantas de celulosa
Después de la anunciada construcción de una fábrica de celulosa en el lado uruguayo del río Uruguay, por el fabricante español ENCE en 2003. Aunque los planes para el molino de ENCE fueron cancelados en 2005, una segunda molienda fue anunciada por Botnia finlandés en 2005, y la instalación fue abierta en 2007. La controversia  continúo tras casos de contaminación creciente del agua en la zona que más tarde resultaron ser vertido de aguas residuales de la propia ciudad de Gualeguaychú.

### Posición uruguaya respecto a la cuestión de las islas Malvinas y del Atlántico Sur
Uruguay mantiene como posición histórica el respaldo al reclamo argentino por la soberanía de las islas Malvinas, Georgias del Sur y Sandwich del Sur y espacios marítimos circundantes.
En 2009, Uruguay mantuvo su política de rechazo de los derechos de aterrizaje de los aviones militares británicos en sus vuelos a las islas Malvinas y en 2010 se negó la entrada al Puerto de Montevideo del HMS Gloucester.
Alberto Iribarne, quien es el embajador argentino en Uruguay desde 2020, alertó por la existencia de un «importante lobby británico» manifestado en las relaciones entre sectores políticos y económicos uruguayos y las islas. Además, el gobierno argentino ha protestado por la violación del acuerdo tácito de impedir que aviones británicos en ruta hacia las Malvinas aterricen en Uruguay.
En 2019 el Juez argentino Ramos Padilla expuso  pruebas ante el Congreso argentino una basta red de espionaje ilegal, político, judicial y periodístico, organizada desde el gobierno de Mauricio Macri con coordinación de la AFI que tendría como objetivo amedrentar perseguir y encarcelar a opositores y disidentes argentinos.
En medio de ella investigación bicameral se descubrió que la red montada por el gobierno argentino había realizado además espionaje en otros países entre ellos Uruguay en especial contra el Frente Amplio, partido que gobernaba Uruguay. El legislador uruguayo Gerardo Núñezal conocerse que integrantes del gobierno de Macri espiaron ilegalmente a diputados uruguayos, planteó que existía  "una continuidad en el espionaje desde la dictadura cívico-militar y que tuvieron la certeza de que el gobierno de Cambiemos espió a diputados del país oriental". El caso generó preocupación en al Frente Amplio por la red clandestina de espionaje que operó en Argentina y Uruguay, días después los legisladores Núñez y Puig se reunieron con el presidente de la Cámara de Diputados de Argentina, Leopoldo Moreau, con el objetivo de conocer los detalles de la red de espionaje y su extensión a Uruguay donde se habría espiado a integrantes del Frente Amplio y a empresarios.

## Misiones diplomáticas

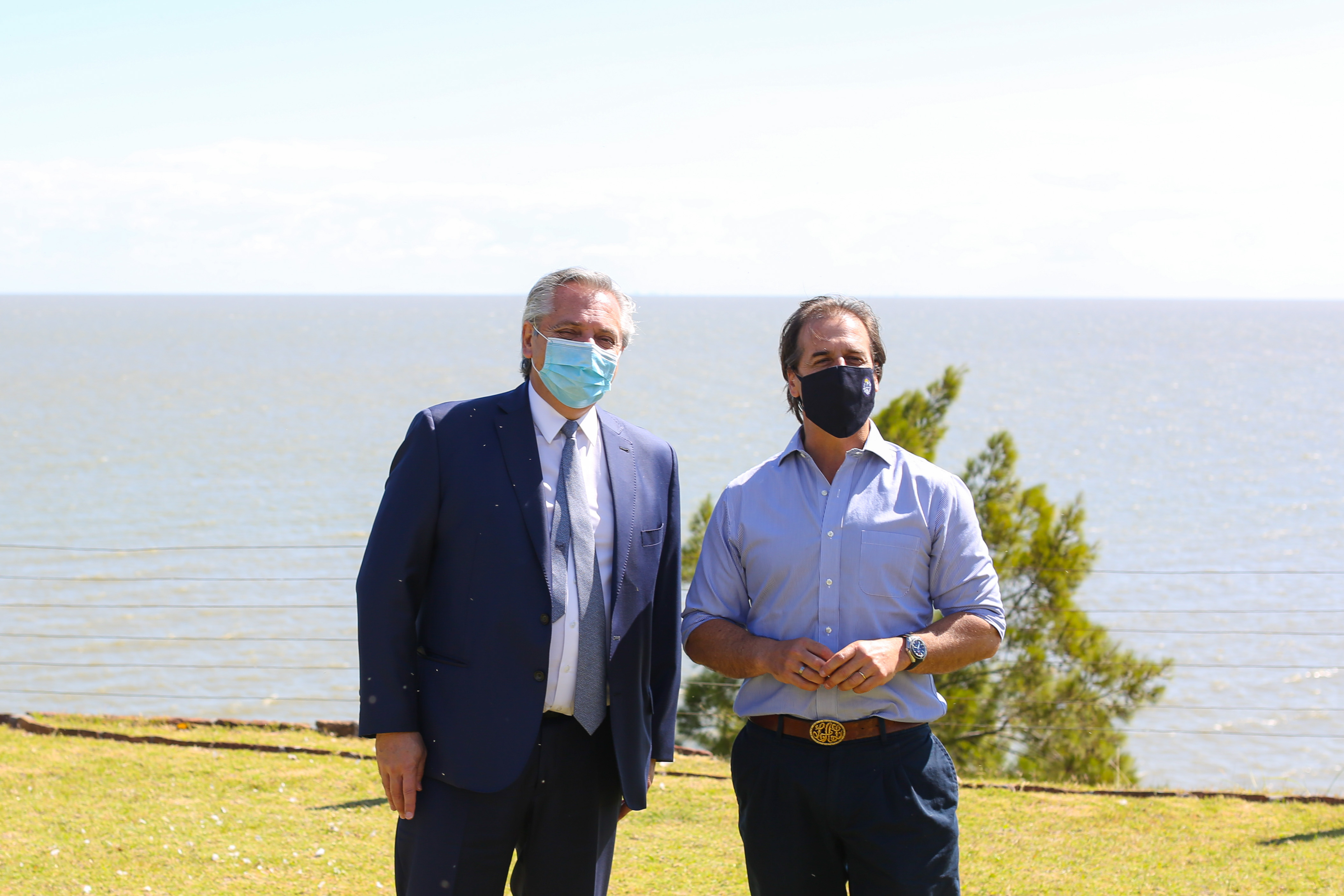
El presidente de Argentina Alberto Fernández y su par uruguayo Luis Lacalle Pou, en la Residencia Presidencial de Anchorena en Uruguay, 2020.

- Argentina tiene una embajada en Montevideo, cuatro consulados (Colonia del Sacramento, Fray Bentos, Paysandú y Salto).

- Uruguay tiene una embajada en Buenos Aires y dos consulados generales (en Córdoba y Rosario), 3 consulados (en Colón, Concordia y Gualeguaychú), 2 consulados honorarios (en Mendoza y Neuquén).

Ambos países son miembros fundadores del Mercosur y miembros de pleno derecho del Grupo de los 77, del Grupo de Río, de la Asociación Latinoamericana de Integración, de la Asociación de Academias de Lengua Española, de la Organización de los Estados Iberoamericanos, de la Unión de Naciones Sudamericanas y del Grupo de Cairns.

## Comparación entre países
|                            | Argentina | Uruguay |
| -------------------------- | --- | --- |
| Nombre oficial             | República Argentina | República Oriental del Uruguay                                                                                               |
| Población                  | 45 195 777 | 3 518 552 |
| Superficie                 | 2 780 400 km² (1 073 500 mi²) | 176 215 km² (68 037 mi²) |
| Densidad de población      | 14,4/km² (37,3/mi²) | 19,8/km² (51.3/mi²) |
| Capital                    | Buenos Aires | Montevideo |
| Ciudad más poblada         | Buenos Aires – 2 891 082 (15 594 428 área metropolitana) | Montevideo – 1 719 453 (1 947 604 área metropolitana)                                                                        |
| Ciudades globales          | Buenos Aires, Córdoba, Rosario, Mar del Plata, La Plata, Mendoza, Santa Fe, Salta, San Miguel de Tucumán, Bahía Blanca, Comodoro Rivadavia, San Carlos de Bariloche, Ushuaia             | Montevideo, Paysandú, Salto, Rivera, Punta del Este                                                                          |
| Forma de gobierno          | República constitucional presidencialista federal | República constitucional presidencialista unitaria                                                                           |
| Idiomas oficiales          | Español | Español |
| Moneda                     | Peso argentino (ARS) | Peso uruguayo (UYU) |
| Líder actual               | Presidente Javier Milei | Presidente Luis Lacalle Pou                                                                                                  |
| Religiones más importantes | Catolicismo (62.9%), protestantismo (15.3%), Testigos de Jehová/Mormones (1.4%), sin religión (18.9%), otras religiones (1.2%), no sabe/no contesta (0.3%) (véase religión en Argentina) | Sin religión (39%), catolicismo (38%), protestantismo (10%), otras religiones (9%), no sabe (4%) (véase religión en Uruguay) |
| Grupos étnicos             | Españoles,Alemanes e Italianos(principalmente) en menor medida mestizos, indios,castizos,mulatos,zambos y negros                                                                         | |
| Países por PIB (PPA)       | | |